# Quasaro
Quasaro este o companie din România care activează în domeniul consultanței și instruirii în implementarea sistemelor de management al calității, managementul mediului, managementul sănătății și securității ocupaționale, managementul securității alimentului și alte sisteme de management.
Quasaro este fondatoare a Institutului KAIZEN Romania, oferind consultanță KAIZEN - sistemul japonez de management al performanței organizației prin eliminarea risipei și îmbunătățire continuă.
Quasaro a fost înființată în anul 1991 de un grup specialiști care au activat în domeniul asigurării calității și managementului calității, în industria aeronautică.
În anul 2007 compania a avut venituri de 400.000 de euro.